# Жигуленко, Евгения Андреевна
Евгения Андреевна Жигуленко (1 декабря 1920, Екатеринодар — 2 марта 1994, Москва) — командир звена 46-го гвардейского ночного бомбардировочного авиационного полка 325-й ночной бомбардировочной авиационной дивизии 4-й воздушной армии 2-го Белорусского фронта, гвардии майор, позже — режиссёр, актриса, сценарист. Герой Советского Союза.

## Биография

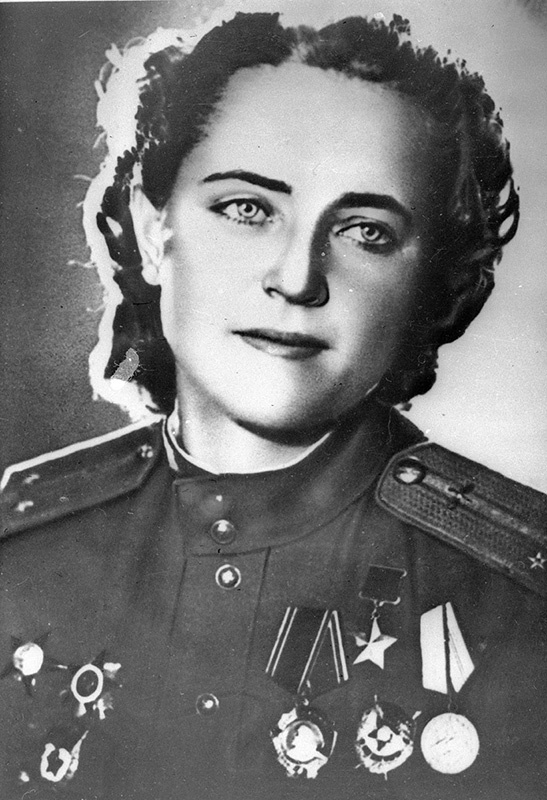
Евгения Жигуленко в 1945 году

Родилась 1 декабря 1920 года в городе Екатеринодар в семье рабочего. Русская.
Окончила железнодорожную среднюю школу № 34 имени В. И. Ленина в городе Тихорецке Краснодарского края, училась в Дирижаблестроительном институте (Московский авиационно-технологический институт). Окончила школу лётчиков при Московском аэроклубе.
В Красной Армии с октября 1941 года. В 1942 году окончила курсы штурманов при Военной авиационной школе пилотов и курсы усовершенствования лётчиков. Член ВКП(б)/КПСС с 1942 года.
На фронтах Великой Отечественной войны с мая 1942 года.
Командир звена 46-го гвардейского ночного бомбардировочного авиаполка (325-я ночная бомбардировочная авиадивизия, 4-я воздушная армия, 2-й Белорусский фронт) гвардии лейтенант Е. А. Жигуленко к ноябрю 1944 года совершила 773 ночных боевых вылета, нанесла противнику большой урон в живой силе и технике.
Указом Президиума Верховного Совета СССР от 23 февраля 1945 года гвардии лейтенанту Жигуленко Евгении Андреевне «за образцовое выполнение боевых заданий командования на фронте борьбы с немецкими захватчиками и проявленные при этом отвагу и геройство» было присвоено звание Героя Советского Союза с вручением ордена Ленина и медали «Золотая Звезда» (№ 4854).

### Послевоенные годы
После войны Е. А. Жигуленко продолжала службу в Вооружённых Силах СССР. Летала штурманом на Дальнем Востоке. В 1955 году она окончила заочный факультет Военно-политической академии имени В. И. Ленина. С 1955 года гвардии майор Жигуленко Е. А. — в запасе, а затем в отставке.
После увольнения жила в городе Сочи. Работала лектором, депутатом Горсовета, председателем Горкома профсоюзов государственных учреждений, начальником управления культуры города.
Оказывала помощь в решении многих проблем жителей Сочи. Благодаря её личному участию и энергии в Сочи был организован выставочный зал изобразительного искусства, концертно-театральный зал «Фестивальный». Жигуленко Е. А. стала зачинательницей «Праздников песни» в Сочи. На стадионах выступали лучшие сводные хоры страны, некоторые из которых насчитывали несколько сотен человек. Хорами управляли выдающиеся хормейстеры.
В начале 1970-х переехала в Москву. Работала в Министерстве культуры РСФСР. В 1975 году была ведущей «Голубого огонька», приуроченного к 30-летию Победы в Великой Отечественной войне. В 1976 году окончила Всероссийский государственный институт кинематографии имени С. А. Герасимова, работала режиссёром киностудии имени М. Горького. Дебютировала короткометражкой о своих боевых подругах «Одни сутки из тысячи ста». В 1981 году сняла на Третьем творческом объединении Киностудии им. М. Горького в Ялтинский филиал, третье творческое объединение фильм «В небе „ночные ведьмы“», посвящённый боевой деятельности 46-го гвардейского ночного бомбардировочного авиаполка на натуре в Крыму, где полк воевал в 1944 году, а в 1984 году — военно-приключенческий фильм «Без права на провал».
Жила в Москве, где и скончалась 27 февраля 1994 года. Похоронена на Троекуровском кладбище.

## Награды
- Медаль «Золотая Звезда» (№ 4854)[4];
- Орден Ленина;
- 2 ордена Красного Знамени (1942, 1945)[1];
- 2 ордена Отечественной войны 1-й степени (1943, 1985)[1];
- 2 ордена Красной Звезды (1944, 1954)[1];
- Медали.

## Память
- 27 мая 2016 года в Сочи в районе Художественного музея в память о Е. А. Жигуленко был установлен бюст.
- В 1985 году известный художник Бочаров, Сергей Петрович написал с натуры большое полотно «Групповой портрет лётчиц — Героев Советского Союза 46-го гвардейского ночного бомбардировочного авиационного Таманского Краснознамённого и ордена Суворова полка. Ночные ведьмы», холст, масло 200х250 см. На картине Евгения Жигуленко стоит шестая слева. Картина находится в собрании Музея авиации и космонавтики в Москве.
- В начале XXI века её именем была названа одна из новых улиц в юго-западной части Тихорецка: «улица им. Евгении Жигуленко».
- Именем Евгении Жигуленко названа улица в Краснодаре, находящаяся в Прикубанском округе, между Ростовским шоссе и улицей Российской.
- Именем Евгении Жигуленко в Краснодаре названа средняя общеобразовательная школа № 83, которая работает с 1 сентября 1986 года.
- Имя Евгении Жигуленко носит небольшая улица в городе Геленджике Краснодарского края, расположенная в районе «Тонкого мыса».
- В Москве 6 мая 2013 года по адресу: улица Халтуринская, д. 14, корп. 2, где проживала Е. А. Жигуленко, состоялось торжественное открытие мемориальной доски.

## Фильмография
- 1976 — Одни сутки из тысячи ста
- 1981 — В небе «Ночные ведьмы»
- 1984 — Без права на провал